# Midlum (Föhr)
Pour les articles homonymes, voir Midlum.
Midlum (Madlem en frison septentrional) est une commune d'Allemagne, située dans le land du Schleswig-Holstein et l'arrondissement de Frise-du-Nord. Elle se situe sur l'île de Föhr.